# Bathygobius aeolosoma
Bathygobius aeolosoma är en fiskart som först beskrevs av Ogilby, 1889.  Bathygobius aeolosoma ingår i släktet Bathygobius och familjen smörbultsfiskar. IUCN kategoriserar arten globalt som livskraftig. Inga underarter finns listade.